# Distrikt Eleazar Guzmán Barrón
Der Distrikt Eleazar Guzmán Barrón liegt in der Provinz Mariscal Luzuriaga in der Region Ancash in West-Peru. Der Distrikt wurde am 9. Dezember 1985 gegründet. Benannt wurde der Distrikt nach Eleazar Guzmán Barrón (1899–1957), einen peruanischen Mediziner und Biochemiker.
Der Distrikt besitzt eine Fläche von 98,5 km². Beim Zensus 2017 wurden 1385 Einwohner gezählt. Im Jahr 1993 lag die Einwohnerzahl bei 1349, im Jahr 2007 bei 1333. Die Distriktverwaltung befindet sich in der 2950 m hoch gelegenen Ortschaft Pampachacra mit 156 Einwohnern (Stand 2017). Pampachacra liegt 13 km ostsüdöstlich der Provinzhauptstadt Piscobamba.

## Geographische Lage
Der Distrikt Eleazar Guzmán Barrón liegt im Südosten der Provinz Mariscal Luzuriaga. Die Flüsse Río Yanamayo und Río Marañón fließen entlang der südlichen bzw. östlichen Distriktgrenze.
Der Distrikt Eleazar Guzmán Barrón grenzt im Westen an den Distrikt Llama, im äußersten Nordwesten an den Distrikt Musga, im Norden an den Distrikt Fidel Olivas Escudero, im Osten an den Distrikt Canchabamba (Provinz Huacaybamba) sowie im Süden an den Distrikt San Nicolás (Provinz Carlos Fermín Fitzcarrald).